# SN 2011C
SN 2011C – supernowa typu Ia odkryta 5 stycznia 2011 roku w galaktyce UGC 6311. W momencie odkrycia miała maksymalną jasność 15,80m.